# Мащенский
Мащенский — хутор в Калининском районе Краснодарского края России.
Входит в  Куйбышевское сельское поселение.

## Население
| 2002 | 2010 |
| ---- | ---- |
| 73   | ↗84  |

## Улицы
- ул. Пролетарская,
- ул. Садовая.